# Храмът на ветровете
„Храмът на ветровете“ (на английски: Temple of the Winds) е четвъртата книга от епичната фентъзи поредица на американския писател Тери Гудкайнд „Мечът на истината“.

## Издания
Книгата е издадена през 1997 г. от американското издателство Tor. През 1999 г. е издадена в две части от издателство „Прозорец“ в превод на Невена Кръстева.

## Сюжет
Внимание:  Текстът по-долу разкрива сюжета на произведението (или части от него)!
Джаганг, Император на Императорския орден, призовава пророчество, обвързващо Ричард и Калан със съдба, изпълнена с болка, предателство и път към Подземния свят. По заповед на Джаганг Сестра на мрака получава достъп до легендарния Храм на ветровете и отприщва чума, която се разпространява из земите като огнена буря, поглъщаща животи с тревожна скорост. За да спрат чумата, Ричард и Калан са принудени да жертват всичко, което имат.
„Храмът на ветровете“ започва малко след края на предходната книга в поредицата, „Кръвта на братството“. В Ейдиндрил се появява магьосник на име Марлин, който обявява намерението си да убие Ричард Рал. Той е заловен веднага и е разпитан от Майката Изповедник Калан Амнел и един от бодигардовете на Ричард, Кара. Кара използва способността си на морещица, за да завладее дара на Марлин, когато той се опитва да избяга, но връзката между Кара и Марлин е използвана срещу нея, когато император Джаганг завладява Марлин скоро след това. Дама на име Надин, която Ричард познавал като билкарка от Западната земя, пристига и се опитва да излекува Кара, но не успява. Полубратът на Ричард, Дрефан, самопровъзгласил се за върховен жрец на секта от лечители, обаче успява да излекува Кара с акупресура. Калан научава, че Надин и Ричард са били близки, но че Надин е преследвала брата на Ричард в озадачаващ опит да съблазни Ричард.
Междувременно Зед и прелат Аналина продължават търсенето си на освободения Нейън Рал. Търсенето им ги отвежда до порутен хан в неназован град, където откриват, че Нейтън ги е подвел да последват друг мъж. След това мъжът им дава съобщение, в което ги информира да не следват Нейтън, а вместо това да пазят съкровище. Сестра на мрака, която също е следвала Нейтън, попада в капан, предназначен от Зед за Пророка Рал. Междувременно Натън спасява жена на име Клариса от робство в Императорския орден. След това той изгражда връзка с жената и я използва, за да получи предмети от Джаганг, дадени по силата на предварителна сделка, сключена между Ншйтън (действащ по това време като лорд Рал) и Императора.
Ричард и Бердин продължават да работят по превода на „Дневникът на Коло“. В разгара на всички тези дейности Сестра на мрака пътува през Ейдиндрил, разпространявайки магическа чума. В търсене на лек Ричард пътува до Анклава на Първия Магьосник. За да спаси хората от Средните земи от чумата, Калан е уведомявана постоянно от пророчества и духовете на предците на Калния народ, че тя трябва да предаде Ричард, за да му позволи да влезе в Храма на ветровете, и че Ричард трябва да се ожени за Надин, или всички в Новия свят ще умрат от чумата. Дори се изправяйки срещу вещицата Шота, която е изпратила Надин в Двореца, Шота казва, че е било от съжаление към Ричард, че Надин е единствената друга жена, за която някога го е било грижа, и че пророчеството не може да бъде спряно.
В крайна сметка пристига пратеник от храма и Кара открадва дара му и посланието, заявявайки, че Ричард трябва да се ожени за Надин, а Калан трябва да се омъжи за Дрефан, и че бракът трябва да бъде незабавно консумиран, в пълна тишина. Напълно съкрушена от загубата на Ричард и желаеща каквато и да е утеха, Калан се предава, вярвайки, че е с Дрефан. Обаче когато мълнии започват да се блъскат навсякъде, тя вижда, че това е Ричард. Кара ги е разменила в тъмнината на коридорите, водещи към Храма. В далечината Дрефан хвърля Надин от скалите, както е планирал да направи с Калан през цялото време. Ричард, чувствайки се предаден от очевидните страстни изблици на Калан с Дрефан, успява да влезе в Храма. Вътре той лесно лекува чумата и извършва няколко други магически заклинания, които преди са били напълно непосилни за него. След това е посетен от духа на майката на Калан, която нежно се опитва да му обясни смазващата самота на живота на Изповедник, и Ричард в крайна сметка е принуден да се върне в реалния свят. Духът на Даркен Рал се появява и поставя условия за освобождаването си: той трябва да се откаже от знанието за Храма на ветровете и е заразен с чумата.
Когато Ричард се завръща, Калан научава от надписите по ръцете и ръцете на Ричард, че трябва да унищожи книга, за да го спаси, затова пътува до Стария свят в слиф. При пристигането си тя намира Нейтън, сестра Верна и Уорън в затруднено положение и веднага се заема да им помогне. Клариса е убита в битката от предатели.
Калан се връща в Ейдиндрил с книгата, но е нападната от Дрефан. Вместо това Ричард, почти мъртъв от чумата, успява да укроти Дрефан, който след това е убит от слиф-а. Калан унищожава книгата, рецитира имената на трите камбанки и Ричард е излекуван от чумата.
В епилога членове на сектата на Дрефан идват да видят Ричард и да го търсят. Те му казват, че Дрефан е сериозно разстроен, тъй като е започнал да убива проститутки, които му напомняли за майка му. Ричард и Калан пътуват до земята на Калните хора, за да се оженят, където се срещат със Зед и Ан. Ричард и Калан скоро след това се женят и са посетени от вещицата Шота, която отново ги предупреждава да не зачеват дете.
Книгата дава четвъртото правило на Магьосника (гл. 41):
| „ | Четвъртото правило на магьосника — така каза той. В прошката имало магия според Четвъртото правило. Магия, която лекува. В прошката, която даваш, и още повече в прошката, която получаваш. | “ |

В романа това е обяснено по следния начин: „Прошката и това да бъдеш простен са мощни елементи за изцеление на душата. Прощаването на другите дарява чрез даването на прошка, но още повече човек получава самоизцеление чрез необходимостта да се освободи от горчивината чрез прошка на другите.“